# Kassai Állatorvostudományi és Gyógyszerészeti Egyetem
A Kassai Állatorvostudományi és Gyógyszerészeti Egyetem (szlovákul: Univerzita veterinárskeho lekárstva a farmácie v Košiciach) kassai központú nyilvános egyetem Szlovákiában, az ország egyetlen állatorvosi egyeteme, és egyike a két szlovákiai gyógyszerészeti egyetemnek.
Az egyetemet 1949-ben alapították Kassai Állatorvosi Főiskola (Vysoká škola veterinárska v Košiciach) néven. Mai nevét 2010. január 15-én nyerte el.

## Története
Már 1939-ben felvetődött egy a mai Szlovákia területén működő állatorvosi főiskola létrehozása, de a megvalósítás csak a második világháború után kezdődött el. Az egyetem létrehozásáról 1949. december 16-án rendelkezett törvény, már ebben az akadémiai évben megnyitotta kapuit Kassai Állatorvosi Főiskola néven. Az egyetem első rektora prof. MVDr. Ján Hovorka volt.
1952-ben elvesztette függetlenségét, ekkor a formálódó Nyitrai Mezőgazdasági Főiskola alá rendelték, az egyetem 1969-ben lett újra önálló. 1992-ben az egyetem felvette a Kassai Állatorvostudományi Egyetem (Univerzita veterinárskeho lekárstva v Košiciach) nevet, az utolsó névváltoztatásra 2010. január 15-én került sor.

## Az egyetem ma
Az egyetemnek csak egy kara van, négy szakon kínál alapképzést, két szakon mesterképzést, és 14 szakon doktori képzést. Az egyetem mellett több klinika is működik lovak, kérődzők, sertések, kisállatok, valamint madarak és szabadon élő állatok ellátására.

## Fordítás
- Ez a szócikk részben vagy egészben  az   Univerzita veterinárskeho lekárstva a farmácie v Košiciach című szlovák Wikipédia-szócikk ezen változatának fordításán alapul.  Az eredeti cikk szerkesztőit annak laptörténete sorolja fel. Ez a jelzés csupán a megfogalmazás eredetét és a szerzői jogokat jelzi, nem szolgál a cikkben szereplő információk forrásmegjelöléseként.